# 손상 (점성술)
점성술에서 한 천체가 손상(損傷) 또는 디트리먼트(detriment)에 있을 때는, 황도대의 그것의 (거주지로써) 주인지위를 가지는 별자리의 맞은편에 위치하고 있을 때이다. 천체가 손상에 있을 때는 그 별자리에서 편치 못하게 되며 약해지는 경향이 있다고 한다.
손상의 별자리는 다음과 같다.
| 천체   | 거주지              | 손상                |
| ------ | ------------------- | ------------------- |
| 태양   | 사자자리            | 물병자리            |
| 달     | 게자리              | 염소자리            |
| 수성   | 쌍둥이자리 처녀자리 | 사수자리 물고기자리 |
| 금성   | 황소자리 천칭자리   | 전갈자리 양자리     |
| 화성   | 양자리 전갈자리     | 천칭자리 황소자리   |
| 목성   | 사수자리 물고기자리 | 쌍둥이자리 처녀자리 |
| 토성   | 염소자리 물병자리   | 게자리 사자자리     |
| 천왕성 | 물병자리            | 사자자리            |
| 해왕성 | 물고기자리          | 처녀자리            |
| 명왕성 | 전갈자리            | 황소자리            |

- 비가시적 행성들인 천왕성과 해왕성 그리고 명왕성의 손상 별자리는 확실히 정립되지 않았거나 고대 행성의 위계 만큼 널리 적용되지는 않는다.